# Мадона дел Понте (Витербо)
Мадона дел Понте је насеље у Италији у округу Витербо, региону Лацио.
Према процени из 2011. у насељу је живело 46 становника. Насеље се налази на надморској висини од 260 м.